# Laura Pristăviță
Ioana Laura Pristăviță (tidligere Oltean; født 30. januar 1993) er en rumænsk håndboldspiller, som spiller i CS Gloria 2018 Bistrița-Năsăud og Rumæniens kvindehåndboldlandshold.